# Mycosphaerella nawae
Mycosphaerella nawae es un hongo del género Mycosphaerella y la familia Mycosphaerellaceae, descrito por Hiura e Ikata en 1929, ninguna subespecie está listada en el Catálogo de la Vida.
Es el responsable de la enfermedad conocida como mancha foliar en los cultivos de caqui.